# Псовые
Псо́вые, или соба́чьи, или во́лчьи, или соба́ки, или кани́ды (лат. Canidae), — семейство млекопитающих отряда хищных, единственное современное в инфраотряде Canoidea. Включает три подсемейства: вымершие Hesperocyoninae и Borophaginae и дожившие до наших дней Caninae. Насчитывают 14 рецентных родов и около 40 видов псовых. Длина тела от 18—22 см до 160 см. Распространены на всех материках, за исключением Антарктиды. Некоторые виды псовых являются объектами пушного промысла и звероводства.

## Внешний вид
Семейство объединяет типичных хищников, как правило, крупного и среднего размера. Длина тела от 18-22 см (фенек) и 50 см (мелкие лисицы) до 160 см (волк). На передних лапах по 5 пальцев, на задних — по 4; только у гиеновидной собаки на передних лапах их 4; у домашних собак на задних лапах иногда бывает по 5 пальцев. Когти тупые, невтяжные. У самок от трёх до семи пар молочных желёз.
Туловище удлинённое. Голова вытянутая, уши стоячие. Хвосты длинные и густые, длина и качество шерсти меняются в зависимости от сезона. Окраска шерсти разнообразная: однотонная, крапчатая, пятнистая, иногда очень яркая.

## Эволюция
Хищные (Carnivora) произошли от миацидовых (Miacoidea) примерно 55 миллионов лет назад в позднем палеоцене. Примерно 50 миллионов лет назад, в эоцене, хищные разделились на два подотряда: псообразные (Caniformia) и кошкообразные (Feliformia). 40 миллионов лет уже существовал точно идентифицированный представитель псовых — прогеспероцион (Prohesperocyon wilsoni), найденный на юго-западе Техаса. Его ископаемые остатки имеют комбинацию особенностей, определённо указывающие на принадлежность к псовым: зубы с утраченным верхним третьим моляром (общая тенденция к режущим укусам) и характерно увеличенный костный пузырь барабанной кости. На основании того, что известно о его потомках, прогеспероцион, скорее всего, имел более длинные конечности, чем его предшественники, с параллельными близко поставленными пальцами, в отличие от растопыренных медвежьих.
Семейство псовых вскоре разделилось на три подсемейства, разошедшиеся в эоцене: геспероционовые (Hesperocyoninae), существовавшие 39,74—15 млн лет назад, борофагиновые (Borofaginae) — 34—2 млн лет назад, и волчьи (Caninae) — 34—0 млн лет назад, ведущие к нынешним псовым (волки, лисицы, койоты, шакалы и домашние собаки). У всех этих групп обнаружено увеличение со временем массы тела и, иногда, специализированная гиперхищная диета, делающая их склонными к вымиранию. Только линия волчьих дожила до наших дней.
В олигоцене все три подсемейства псовых проявляются в палеонтологической летописи Северной Америки. Самая ранняя и наиболее примитивная ветвь — геспероционовые, включающая мезоциона, животное размером с койота (38—24 млн лет назад). Эти ранние псовые эволюционировали, вероятно, с целью быстрого преследования добычи в травянистых сообществах; по внешнему виду они напоминали современных цивет. Геспероционовые вымерли в среднем миоцене. Один из ранних представителей геспероционовых, род Геспероцион (Hesperocyon), дал начало археоциону (Archaeocyon) и лептоциону (Leptocyon). Эти ветви привели к борофагинам и эволюционной радиации псовых.
Примерно 10—9 млн лет назад, в позднем миоцене, эволюционная радиация псовых в юго-западной Северной Америке привела к широкому распространению волков (Canis), серых лисиц (Urocyon) и лисиц (Vulpes). Успех этих псовых связан с развитием нижних хищных зубов, способных и резать, и жевать. Около 8 млн лет назад Берингия открыла псовым путь в Евразию.
В течение плиоцена, около 4-5 млн лет назад, в Северной Америке появляется Canis lepophagus, небольшое, напоминающее койота животное, имеющее характерные признаки и койота, и волка. Предполагается, что от Canis lepophagus произошёл койот. Образование Панамского перешейка около 3 млн лет назад соединило Северную Америку с Южной, позволив псовым вторгнуться на другой континент и диверсифицироваться.
Около 1,8-1,5 млн лет назад в Северной Америке появляется волк Эдварда (Canis edwardii), бесспорно принадлежащий к волкам. Появляется рыжий волк (Canis rufus) — возможно, прямой потомок Canis edwardii. Около 800 000 лет назад там же появляется волк Амбрустера (Canis armbrusteri) — крупный хищник, найденный по всей Северной и Центральной Америке, позже вытесненный ужасным волком (Aenocyon dirus), который в свою очередь распространился в Южной Америке в конце плейстоцена.
300 000 лет назад полностью сформировался серый волк (Canis lupus), распространившийся в Европе и Северной Азии и переправившийся через Берингию в Северную Америку. Примерно 100 000 лет назад ужасный волк, один из крупнейших представителей псовых за всю историю, был распространён по всей Америке вплоть до южной Канады — от побережья до побережья. Когда в его ареал вторгся серый волк, ужасный, вероятно, не смог выдержать конкуренции в борьбе за сократившуюся добычу и примерно 8000 лет назад вымер. Человек разумный, активно осваивавший в этот период американский материк, скорее всего, завершил истребление ужасного волка.

## Зубная система
В связи с плотоядным характером питания зубная система у псовых резко выраженного режущего типа: сильно развиты хищнические зубы и клыки. У большинства видов насчитывается 42 зуба; у красных волков отсутствуют последние нижние коренные, и общее число зубов получается 40, а у кустарниковой собаки нет и задних верхних коренных, так что у неё всего 38 зубов. А у большеухой лисицы в обеих челюстях имеется по 4 коренных зуба, и общее их число достигает 48.
В общем случае зубная формула имеет следующий вид:
{\displaystyle i{3 \over 3},c{1 \over 1},p{4 \over 4},m{2(1-2-4) \over 3(2-4)}=42(38,40,48)}.

## Распространение и образ жизни
Представители псовых распространены по всем материкам за исключением Антарктиды, Австралии (динго считается интродуцированной формой) и некоторых океанических островов. Обитают в разнообразных ландшафтах; живут и выводят потомство в норах или логовах. Лишь несколько видов умеют лазить по деревьям (серая лисица, островная лисица, енотовидная собака).
Ведут одиночный, семейный или групповой образ жизни; последний характерен для хищников, активно преследующих крупных копытных животных. Большинство видов плотоядны, но нередко питаются падалью, насекомыми, растительной пищей. Деятельны круглый год, за исключением енотовидной собаки. В большинстве случаев моногамны, размножаются раз в год, принося по три-четыре детёныша, иногда по 13-16. Детёныши рождаются слепыми, их глаза открываются через несколько недель после рождения.

## Псовые и человек
Один из видов псовых — собака — был одомашнен человеком уже очень давно. Первые свидетельства принадлежат к периоду порядка 26 000 лет назад. В пещере Шове на юге Франции
обнаружены отпечатки ступней мальчика лет 8-10, а рядом с ними — следы, принадлежащие крупной собаке или волку. Самая ранняя ископаемая собака найдена в пещере Гойет в Бельгии, возраст находки составляет порядка 36 000 лет. Находки ископаемых волков в местах стоянок людей, датируемых периодом порядка 300 000 лет назад, показывают, что уже в то время между волками и людьми существовало взаимодействие. Стайность волков и их склонность к совместным действиям способствовали развитию отношений с людьми. Таким образом, два вида могли взаимно использовать способности друг друга и развиваться вместе. Совместные захоронения собак и их хозяев прослеживаются начиная с периода в 11 000 лет назад в Америке и 8500 лет назад в Европе.
Люди не только часто охотятся на псовых, таких как волки, койоты или лисицы, ради их меха или в качестве спорта, но и сами зачастую становятся объектом охоты со стороны зверей. Широко известны случаи нападения на человека волков, койотов и шакалов.

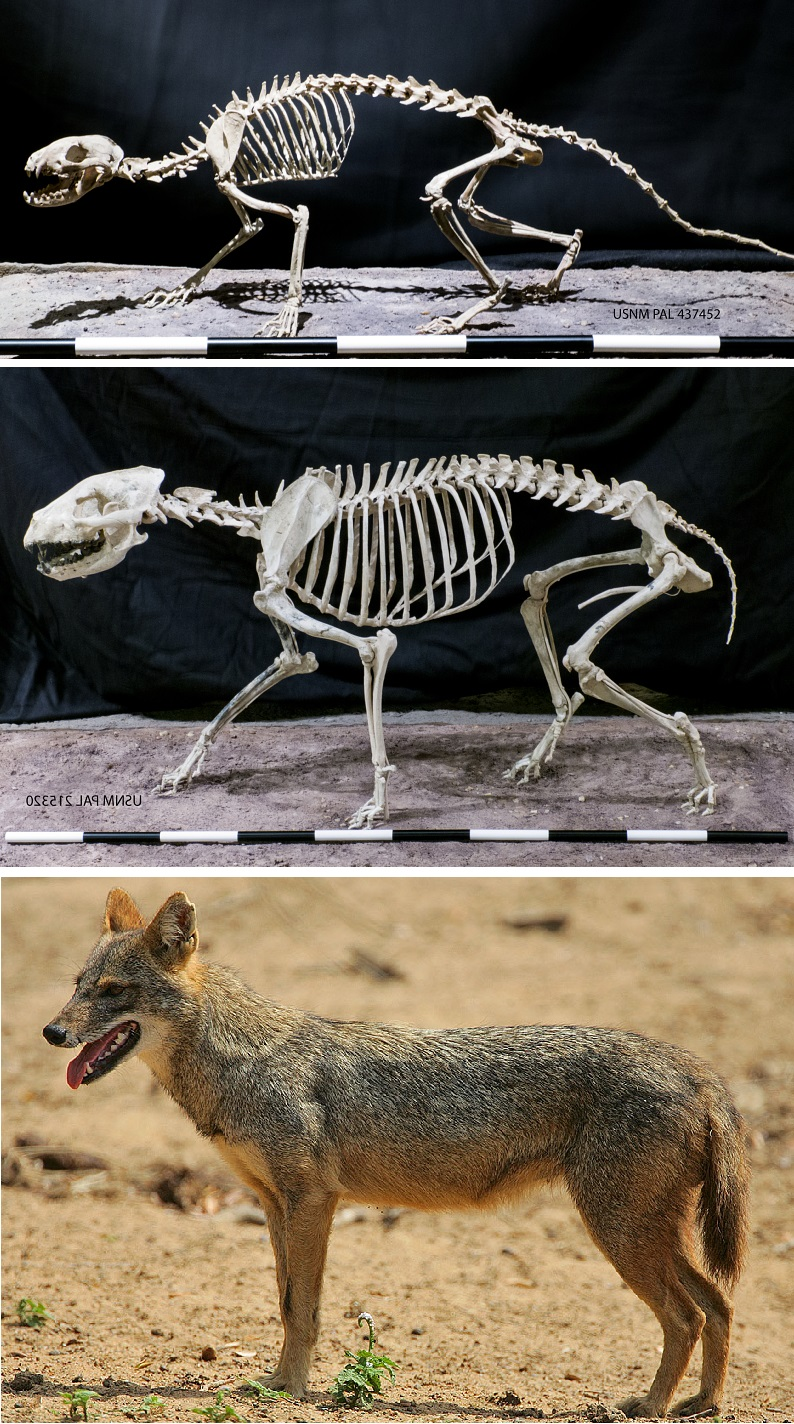
Сверху вниз: Hesperocyon sp. (Hesperocyoninae), Aelurodon stirtoni (Borophaginae), Canis aureus (Caninae)

## Классификация
Филогенетическое положение псовых можно отобразить следующей кладограммой:

|  | † Hesperocyoninae                                                                                           |
|  | |
|  | \| \| † Borophaginae \| \| \| \| \| \| Caninae (все современные псовые и вымершие родственники) \| \| \| \| |
|  | |
|  | † Borophaginae                                                                                              |
|  | |
|  | Caninae (все современные псовые и вымершие родственники)                                                    |
|  | |

|  | † Borophaginae                                           |
|  |                                                          |
|  | Caninae (все современные псовые и вымершие родственники) |
|  |                                                          |

|  | † Hesperocyoninae                                                                                           |
|  | |
|  | \| \| † Borophaginae \| \| \| \| \| \| Caninae (все современные псовые и вымершие родственники) \| \| \| \| |
|  | |
|  | † Borophaginae                                                                                              |
|  | |
|  | Caninae (все современные псовые и вымершие родственники)                                                    |
|  | |

|  | † Borophaginae                                           |
|  |                                                          |
|  | Caninae (все современные псовые и вымершие родственники) |
|  |                                                          |

|  | † Hesperocyoninae                                                                                           |
|  | |
|  | \| \| † Borophaginae \| \| \| \| \| \| Caninae (все современные псовые и вымершие родственники) \| \| \| \| |
|  | |
|  | † Borophaginae                                                                                              |
|  | |
|  | Caninae (все современные псовые и вымершие родственники)                                                    |
|  | |

|  | † Borophaginae                                           |
|  |                                                          |
|  | Caninae (все современные псовые и вымершие родственники) |
|  |                                                          |

|  | † Hesperocyoninae                                                                                           |
|  | |
|  | \| \| † Borophaginae \| \| \| \| \| \| Caninae (все современные псовые и вымершие родственники) \| \| \| \| |
|  | |
|  | † Borophaginae                                                                                              |
|  | |
|  | Caninae (все современные псовые и вымершие родственники)                                                    |
|  | |

|  | † Borophaginae                                           |
|  |                                                          |
|  | Caninae (все современные псовые и вымершие родственники) |
|  |                                                          |

Таким образом, семейство подразделяется на подсемейства Hesperocyoninae, Borophaginae и Caninae, причём все ныне живущие псовые относятся к последнему подсемейству. База данных Американского общества маммологов (ASM Mammal Diversity Database) признаёт 14 рецентных родов псовых, включающих 39 современных видов и 2 недавно вымерших (фолклендская лисица и Dusicyon avus). Полный систематический перечень представителей подсемейства Caninae, включая все современные виды, можно найти в разделе Caninae#Классификация.
По данным генетиков, у многих современных и древних североамериканских волков обнаружены примеси от койотов (Canis latrans). Волки и койоты начали расходиться ~ 700 тыс. л. н. Примесь от койотов появилась у волков около 100–80 тыс. л. н. Два плейстоценовых волка с Юкона несли койотовые митохондриальные линии.